# Henri Fleming
Pour les articles homonymes, voir Fleming.
Henri Fleming (en allemand : Heinrich Fleming ; en polonais : Henryk Fleming) est un prince-évêque de Varmie décédé le 15 juillet 1300.
Il exerce des fonctions ecclésiastiques à Braunsberg. Il y est tour à tour prêtre attaché à la cathédrale, responsable du doyenné et chanoine de Varmie. Il est sacré évêque avant le 21 mars 1279 et succède à Anselme dans le diocèse de Varmie. 
Il fait construire une cathédrale à Frauembourg et y transfère le siège de son évêché (précédemment à Braunsberg) ainsi que le Chapitre cathédral de Varmie. Il fait venir dans son diocèse de nombreux colons allemands.
Eberhard de Nysa lui succède en 1301.